# Manuel Möglich

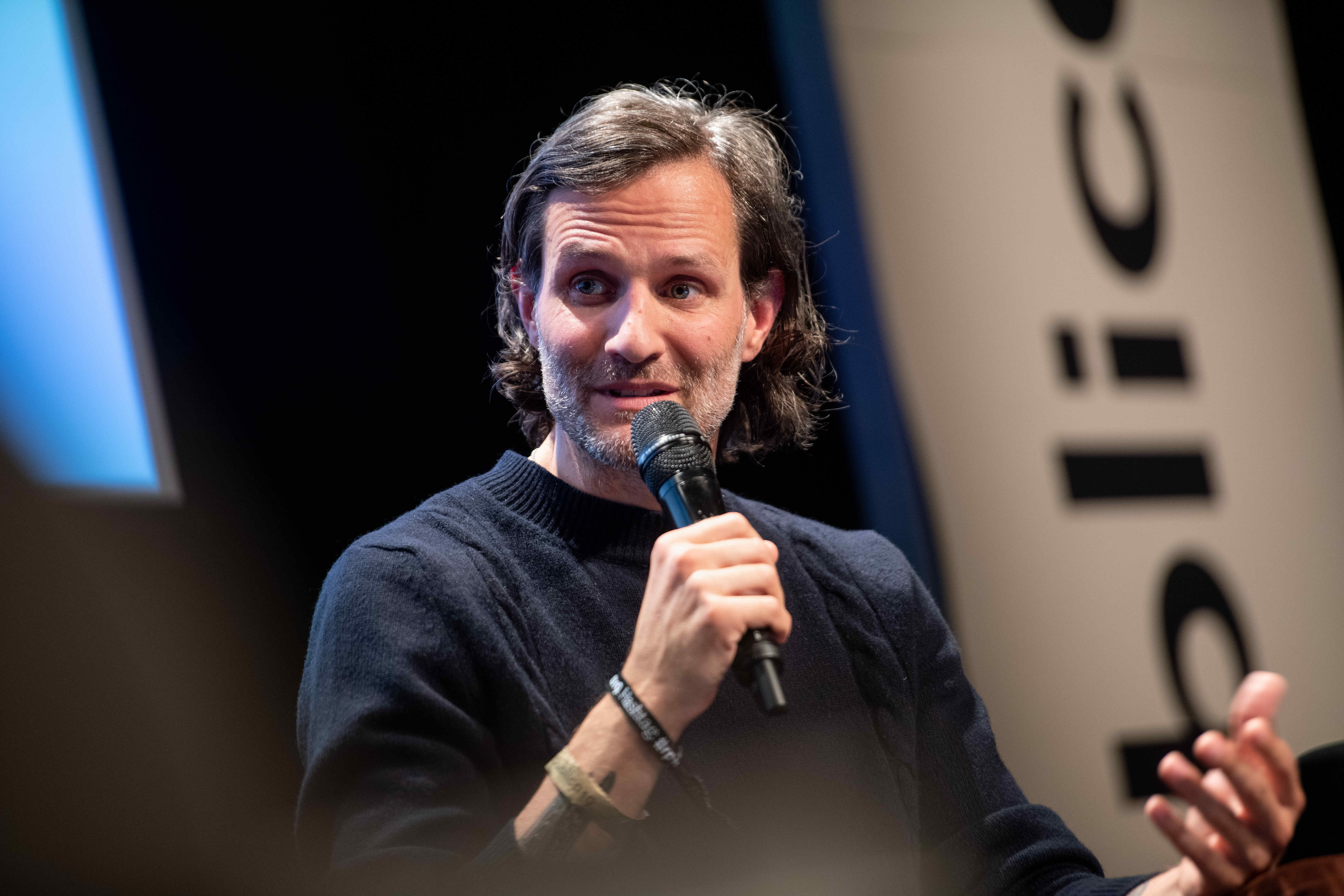
Manuel Möglich, 2019

Manuel Möglich (* 26. Januar 1979 in Weilburg) ist ein deutscher Journalist, Autor und Filmproduzent. Bekannt wurde er vor allem durch die Wild-Germany-Dokumentationen, die auf ZDFneo und Netflix ausgestrahlt wurden, und als Mitglied des Y-Kollektivs.

## Leben
Manuel Möglich absolvierte in Köln ein Volontariat in der Musikbranche und studierte danach Medien- und Kulturwissenschaften an der Heinrich-Heine-Universität Düsseldorf. Parallel dazu arbeitete er als freier Journalist und schrieb über Musik und Popkultur wie etwa das Phänomen Body Integrity Identity Disorder (BIID). Er führte mehrere hundert Interviews mit den unterschiedlichsten Personen und Künstlern (z. B. Lou Reed, Metallica, Oasis, Henry Rollins) und etablierte sich als Autor und Reporter beim Radiosender 1LIVE. Neben dem Hörfunk (u. a. Moderator bei Radio Eins) arbeitet Möglich fürs Fernsehen und schreibt Bücher.
Nach seinem Studium war er in Köln, Madrid und New York tätig. Heute lebt er in Berlin. Möglich ist einer der drei geschäftsführenden Gesellschafter der in Bremen und Berlin ansässigen Produktionsfirma Sendefähig GmbH.

## Dokumentationen
In der Dokumentationsreihe Wild Germany widmet sich Manuel Möglich gesellschaftlichen Randgruppen und Extremen. So recherchiert er etwa, warum einige HIV-negative homosexuelle Männer sich absichtlich mit dem Aidsvirus infizieren wollen, wie man in Oberfranken die Droge Crystal Meth bekommt oder wie in Deutschland Menschen Opfer von angeblichen Satanskulten werden. „Möglichs Sendung ist ein Unikat – wegen ihrer Umsetzung“ (Süddeutsche Zeitung vom 9. Februar 2013). Das Format wurde von der Produktionsfirma der deutschsprachigen Ausgabe der Zeitschrift Vice realisiert. Einige Wild-Germany-Reportagen wurden von Netflix lizenziert und ausgestrahlt. Im Juni 2021 ist Wild Germany als Spotify Original Podcast erschienen.
Ab Herbst 2013 führte Möglich durch die Sendung Heimwärts mit …, in der er Prominente wie Heinz Strunk, Dolly Buster, Wolfgang Niedecken oder Jürgen Drews an den Ort ihrer Kindheit begleitet. Ausgestrahlt wurde die Sendung auch auf ZDFneo, produziert von der bildundtonfabrik.
Im Oktober 2014 zeigte ZDFneo zum ersten Mal die vier Reportagen der Reihe Deutschland von außen. Manuel Möglich reist für das Format in Länder, die einen historischen Bezug zu Deutschland haben. In Namibia, Brasilien, Rumänien und Lettland trifft er Menschen mit deutschen Wurzeln oder solche, die sich mit Deutschland eng verbunden fühlen. Von ihnen erfährt er, wie Deutschland und seine Bürger in der Ferne wahrgenommen werden.
Seit 2016 gehört Manuel Möglich zum Y-Kollektiv, funk (Medienangebot). Ab Frühjahr 2018 ist er mit Rabiat im ARD-Hauptprogramm Das Erste zu sehen. Er ist Autor und Produzent der Reihe. Als Reporter steht er unter anderem in den beiden Rabiat-Reportagen Netzwerk Pervers (FetLife) und Unter Pädophilen auch vor der Kamera.
Am 27. Februar 2015 erschien Deutschland überall – Eine Suche auf fünf Kontinenten bei Rowohlt Berlin. Für sein erstes Buch besuchte Möglich innerhalb eines Jahres ehemalige deutsche Kolonien und Länder, die mit der deutschen Geschichte eng verflochten sind. Seine Reisen führten ihn u. a. nach Swakopmund, Pomerode, Liberec, auf den Inselstaat Samoa, nach Qingdao, Siebenbürgen und New York City. Lüderitz, im Südwesten Namibias, dient Möglich als Aufhänger für seine erste Reise, denn dort sollen Bewohner noch immer den Geburtstag von Adolf Hitler feiern. „Klug, kritisch, aber auch voller Witz – ein Reisebericht der besonderen Art.“ (HR-Fernsehen vom 7. Mai 2015). Mit dem Buch ging Manuel Möglich 2015 auf eine ausgedehnte Lesereise.
Am 27. März 2018 erschien Alles auf Anfang – Auf den Spuren gelebter Träume bei Rowohlt Berlin. In dem zweiten Buch von Manuel Möglich dreht sich alles um Visionen und Utopien. Für die elf Kapitel lebte Möglich mit so unterschiedlichen Gruppen und Menschen wie Tamera in Portugal, Nomadelfia in Italien oder die Polyamorie-Kirschblütengemeinschaft in der Schweiz zusammen. Er recherchierte in Kalifornien nach dem ewigen Leben und sprach darüber u. a. mit Raymond Kurzweil und Aubrey de Grey.

## Auszeichnungen
- 2011: Nominierung Deutscher Fernsehpreis in der Kategorie Beste Reportage mit Wild Germany (ZDFneo)[12]
- 2017: Gewinner Webvideopreis Deutschland mit dem Reportageformat Y-Kollektiv (funk/Radio Bremen) in der Kategorie Newcomer[13]
- 2018: Nominierung Grimme Online Award mit dem Reportageformat Y-Kollektiv (funk/Radio Bremen) in der Kategorie Information[14]
- 2018: Nominierung Goldene Kamera Digital Award mit dem Reportageformat Y-Kollektiv (funk/Radio Bremen) in der Kategorie Best of Review & Information[15]
- 2018: Gewinner (als Produzent) Premios Ondas mit der Rabiat-Reportage Türken, entscheidet Euch! (Das Erste) in der Kategorie Beste Dokumentation[16]
- 2020: Nominierung (als Produzent) Grimme-Preis mit der Rabiat-Reportage Deutschland den Deutschen? (Das Erste) in der Kategorie Information & Kultur[17]
- 2020: Nominierung Alternativer Medienpreis mit der Rabiat-Reportage Scheissjob Bulle? (Das Erste) in der Kategorie Macht[18]
- 2020: Gewinner (als Produzent) Peter Scholl-Latour Preis mit der Reportage Kongo: Ebola ist zurück (Arte)[19]

## Werke
- Deutschland überall – Eine Suche auf fünf Kontinenten. Rowohlt, Berlin 2015. ISBN 978-3-87134-200-4
- Alles auf Anfang – Auf den Spuren gelebter Träume. Rowohlt, Berlin 2018. ISBN 978-3-87134-174-8